# ルリモンハナバチ属
ルリモンハナバチ属 (Thyreus) は、ミツバチ科に分類されるハチの属のひとつ。

## 種
ITIS Catalogue of Life の2013年度目録 では本属に103の種を認めている。日本からはナミルリモンハナバチなど、4種が知られており、すべて労働寄生性を示す。